# José Dolores Estrada Morales

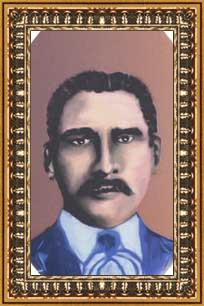
José Dolores Estrada Morales, Gemälde von ca. 1901

José Dolores Estrada Morales (* 16. Januar 1869 in Villa El Carmen, Nicaragua; † 6. April 1939 in New York) war am 28. August 1910 eine Stunde Präsident von Nicaragua.

## Leben
Die Asamblea Nacional erhielt am 28. August 1910 den Rücktritt von José Madriz und gab die Präsidentschaft an den Abgeordneten José Dolores Estrada Morales, dieser gab sie, innerhalb einer Stunde, an seinen Bruder Juan José Estrada weiter.

## Geschwister
- Aurelio Estrada Morales, Bürgermeister von Managua 1901, vom 17. bis zum 23. März 1907 Befehlshaber bei der Schlacht bei Namasigüe Choluteca, Honduras, († 13. Juli 1925)
- Juan José Estrada
- Carmela Estrada Morales
- Maria Antonia Estrada Morales
- Micaela Estrada Morales
- Juana Estrada Morales
- Santos Escobar padre
- Irineo Estrada Morales (* 1876; † 9. Juni 1900)